# Kaplica Zbawiciela w Qrendi
Kaplica Zbawiciela (malt. Il-Kappella tas-Salvatur, ang. Chapel of Our Saviour), znana też jako Kaplica Przemienienia Pańskiego – rzymskokatolicka kaplica w wiosce Qrendi na Malcie.

## Historia

### Pierwsza kaplica
Nie jest znana data budowy oryginalnej kaplicy. Po raz pierwszy wspomina o niej Mons. Pietro Dusina, delegat apostolski na Malcie. Kaplica Zbawiciela była pierwszą, którą wizytował 9 kwietnia 1575 w Qrendi. Miała wówczas jedynie ołtarz, przy braku jakichkolwiek stałych dochodów oraz rektora. Jedynie niejaki Vincentius Aqilina płacił okazjonalnie za msze święte oraz nieszpory w święto patronalne.

W 1618 kaplicę wizytował biskup Baldassare Cagliares. Miała wówczas kamienny ołtarz, dzwon i cmentarz. Była pobielona staraniem okolicznych mieszkańców. Biskup określił ją jako „piękną i ozdobioną”. Podobnie została opisana po jego wizycie w 1621, z dodaniem jednak, że koszty święta patronalnego Przemienienia Pańskiego ponosi niejaki Blasius Camilleri, urządzając uroczyste obchody oraz opłacając mszę świętą i nieszpory. Płacił też przez cały rok za olej do lampy.

Biskup Miguel Juan Balaguer Camarasa wizytując kaplicę w 1636 znalazł sytuację podobną do tej sprzed 15 lat, określił obraz w ołtarzu jako przedstawiający „Santissimu Salvatur” (Najświętszego Zbawiciela). Jednak już w 1659, biskup Balaguer podczas swojej kolejnej wizyty nazwał kaplicę Najświętszego Zbawiciela „nowo wybudowaną na miejscu innej” wskazując, że oryginalna średniowieczna kaplica została zburzona.

### Kaplica dzisiejsza
Kaplica, która dotrwała do dzisiejszych czasów zbudowana została w 1658 staraniem niejakiego Benedittu Camilleriego. W przeciwieństwie do poprzedniej nie miała przylegającego doń cmentarza. Głównym dobroczyńcą kaplicy był ks. Galanton Camilleri, który zostawił dużą sumę pieniędzy na odprawianie mszy świętych i nieszporów w coroczne święto patronalne.

Z wizyt biskupa de Moliny w 1679 oraz biskupa Palmieriego w 1686 wiemy, że kaplica miała wówczas troje drzwi, z których główne wychodziły na zachód (jak jest do dzisiaj). We wnętrzu był jeden ołtarz z obrazem przedstawiającym Przemienienie Chrystusa. W 1709 biskup Cocco Palmieri wspomniał również o brązowym dzwonie na dzwonnicy nad wejściem. W 1774 biskup Giovanni Pellerano zastał takie samo wyposażenie kaplicy.

Na początku lat sześćdziesiątych XX wieku kaplica służyła jako sala parafialna, miejsce spotkań modlitewnych, pomieszczenie do nauczania religii, a nawet sala, w której odbywały się zajęcia społeczne na rzecz parafii. W 1997 budynek został odrestaurowany i przywrócony do dawnego stanu..

## Architektura

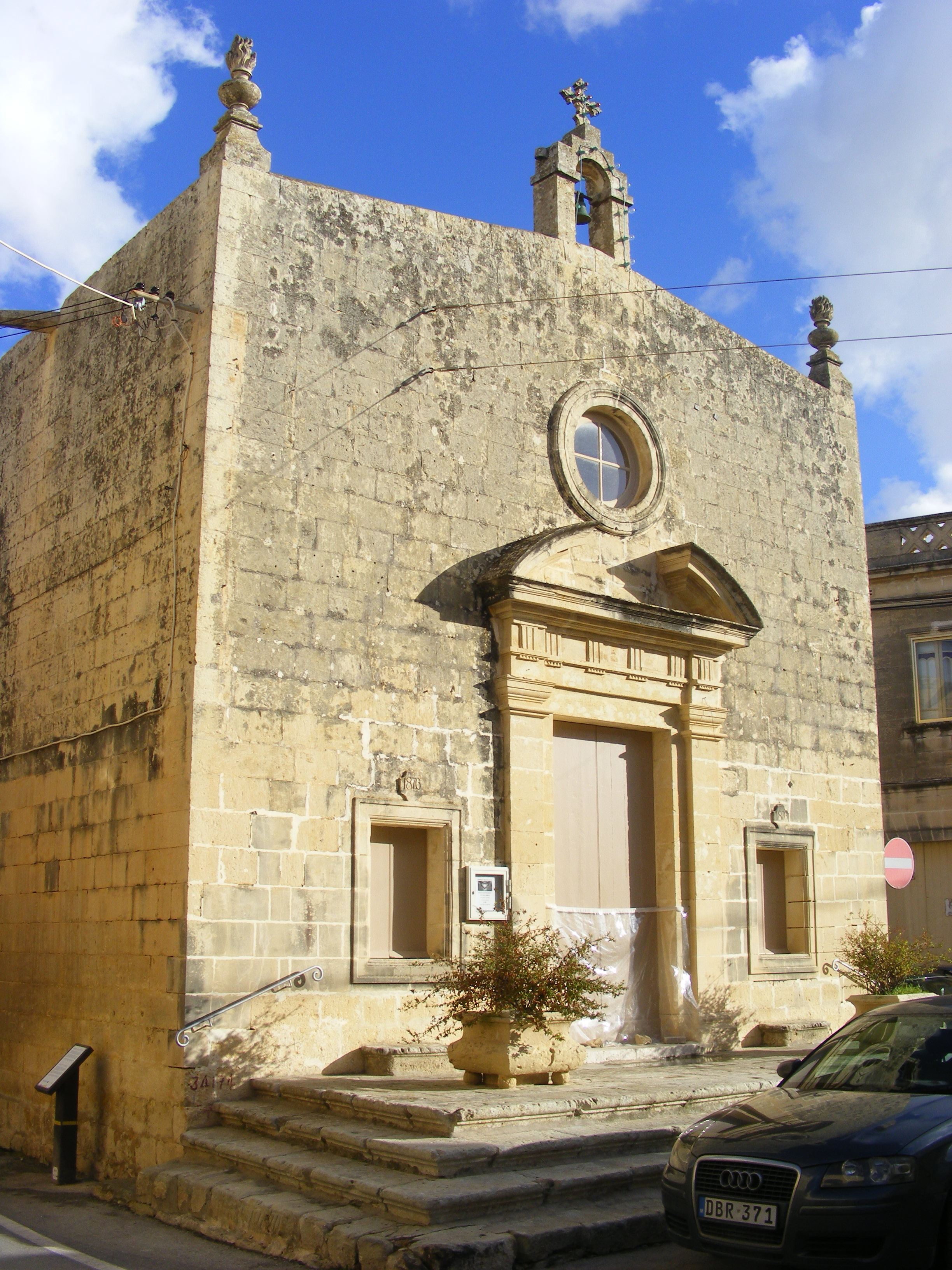
Fasada kaplicy (styczeń 2019)

### Wygląd zewnętrzny
Kaplica, którą widzimy dzisiaj jest typową dla małych barokowych budynków kościelnych tamtego czasu na Malcie. Do wejścia, usytuowanego centralnie w fasadzie prowadzą cztery, rozciągnięte na jej całą szerokość, schody. Drzwi w dekoracyjnym portalu. Z obu stron wejścia znajdują się doryckie pilastry, na których spoczywa przerwany segmentowy fronton. Ponad frontonem wole oko w ozdobnym kamiennym obramieniu. Prostokątne okna, po jednym z obu stron wejścia, wykonane zostały w 1876, co potwierdza data nad każdym z nich. Na środku szczytu znajduje się dzwonnica w formie pojedynczej małej arkady (ang. bell-cot), o której prawdopodobnie wspomniał biskup Cocco Palmieri w 1709. Na dzwonnicy mały krzyż. W narożach kaplicy stoją dwie kamienne wazy z płomieniami, które powstały prawdopodobnie w tym samym czasie co wspomniane już okna.

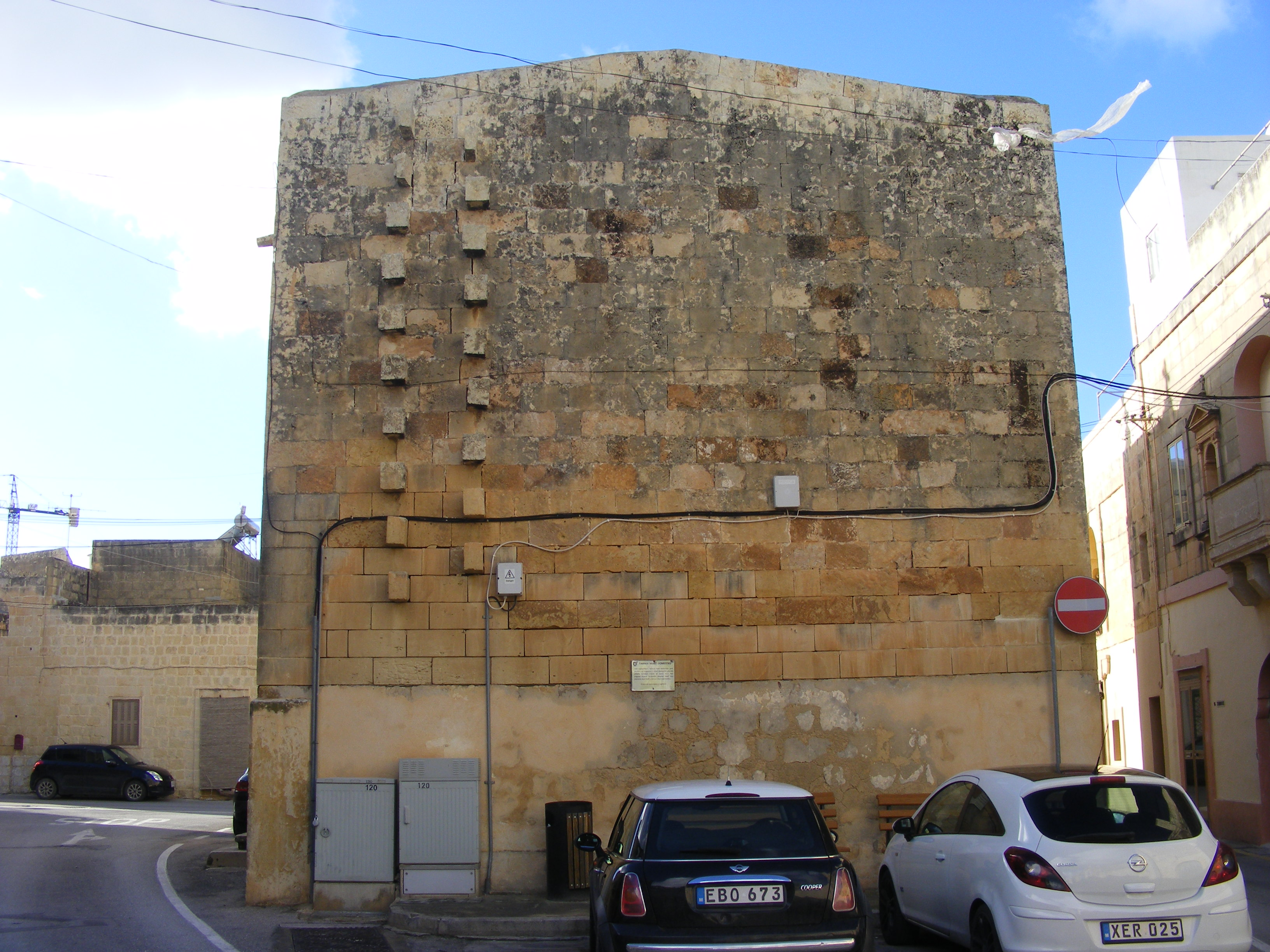
Tylna ściana kaplicy

 Po bokach kościoła znajdują się proste kamienne rzygacze, służące do odprowadzania wody deszczowej z dachu. Przy lewym krańcu tylnej ściany wystają kamienne „stopnie”, po których można było wspiąć się na dach kościoła. Zaczynają się od około trzech metrów nad ziemią, aby uniemożliwić przypadkowym osobom ich użycie.

Z trojga drzwi wymienionych przez biskupów Cocco Palmieriego i Pellerano, tylko dwoje jest nadal w użyciu, a mianowicie drzwi główne i drzwi w prawej ścianie kaplicy. Drugie boczne drzwi, po lewej, są zamurowane, chociaż ich slady są wciąż widoczne. Od wewnątrz służą jako szafa.

Pod prawym oknem fasady są wyryte w kamieniu graffiti. Przedstawiają dwa żaglowce i zwierzę, wyglądające jak koń. Prace tego typu były wykonywane jako „ex voto”.

### Wnętrze
Kaplica od wewnątrz jest bardzo prosta. Ma sklepienie kolebkowe, oraz gzyms oddzielający je od ścian bocznych. W kaplicy jest jeden ołtarz, podniesiony z prezbiterium o jeden stopień. To ostatnie jest również podniesione o jeden stopień w stosunku do reszty świątyni. Ołtarz jest prosty, z bardzo małą ilością dekoracji. Ponieważ nie jest w stylu barokowym, mógł zostać tam umieszczony, gdy dokonano zmian w 1876. 

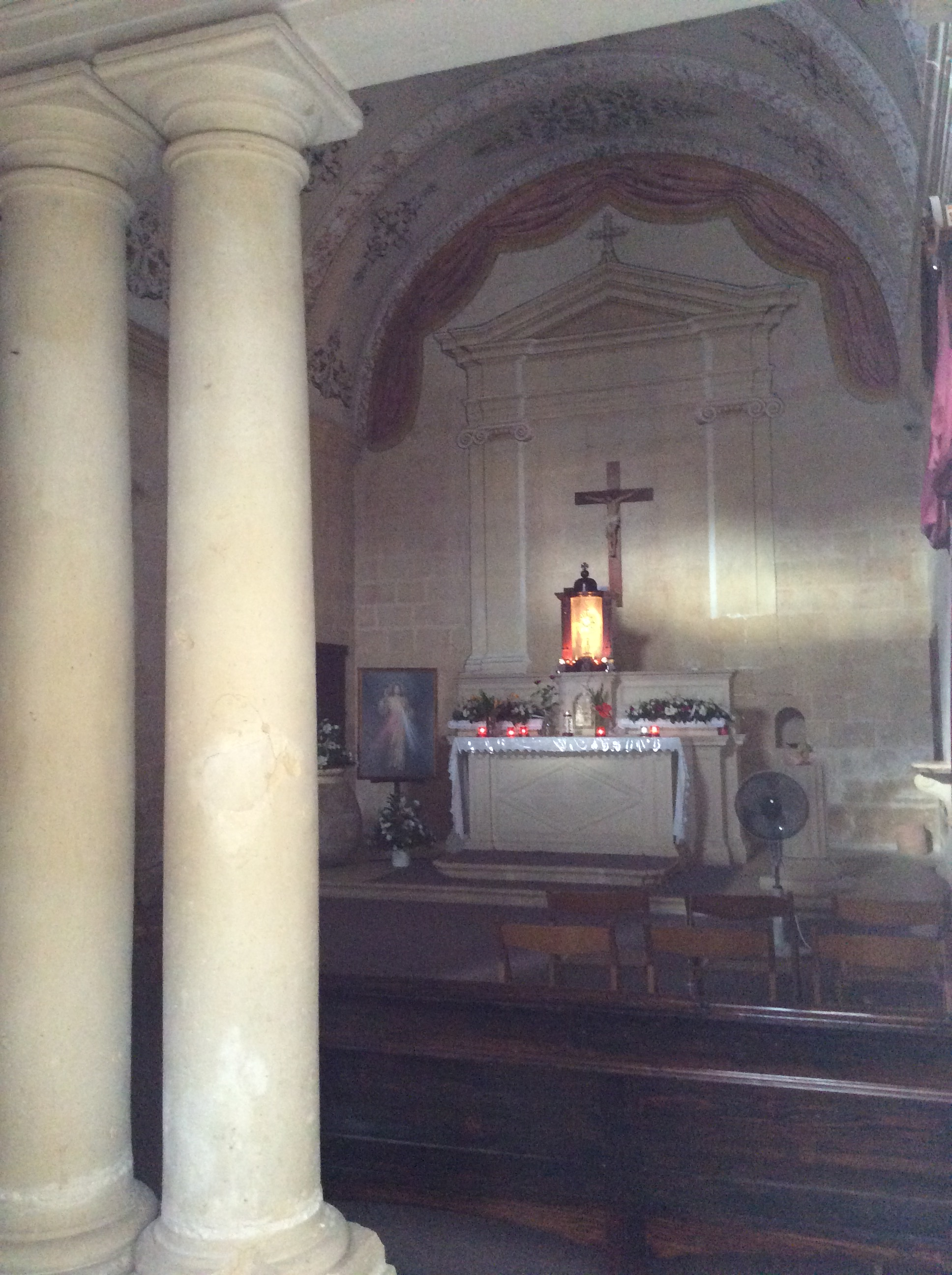
Wnętrze kaplicy. Na pierwszym planie po lewej kolumny podpierające galerię.

Kiedyś znajdował się tutaj obraz tytularny, który zaginął w niewyjaśnionych okolicznościach po 1774. Zamiast tego ściana za ołtarzem została pomalowana. Kompozycja malarska za ołtarzem inspirowana jest architekturą klasyczną. Przedstawia kolumny z jońskimi kapitelami, spoczywające na nich belkowanie z trójkątnym przyczółkiem i niewielkim krzyżem na szczycie. Całość tworzy formę klasycznej ramy otaczającej umieszczony pośrodku duży krucyfiks. Na łuku zamykającym ścianę nad ołtarzem namalowana jest czerwona draperia. Dekoracja malarska na ścianie powstała w 1876, rok ten jest widoczny na łuku nad ołtarzem.  Została ona, wraz z całą kaplicą odrestaurowana w latach 1996–1999. W ścianie za ołtarzem, po jego prawej stronie jest niewielka zakończona łukiem wnęka, służąca być może kiedyś jako tabernakulum. Sklepienie pomalowane jest symetrycznymi motywami kwiatowymi i roślinnymi. Ten sam wzór powtarza się w każdym przęśle stropu. W 1997 odnowiono również i te malowidła.

Na wewnętrznej ścianie fasady, przy głównych drzwiach, znajduje się kamienna galeria z takimiż balustradami, która spoczywa na dwóch parach kolumn w porządku toskańskim. Na niej wyryty rok 1876 wskazujący czas powstania. Na galerię można dostać się jedynie po drabinie.

## Kaplica dzisiaj
Dziś kaplica służy jako miejsce do adoracji Najświętszego Sakramentu.

## Ochrona dziedzictwa kulturowego
Kaplica umieszczona jest na liście National Inventory of the Cultural Property of the Maltese Islands pod nr 1765.